# Разъезд № 6
Разъе́зд № 6 — посёлок при одноимённом разъезде ЮУЖД в Красноармейском районе Челябинской области России. Входит в состав Дубровского сельского поселения.

## География
Посёлок находится на северо-востоке Челябинской области в лесостепной зоне, при железнодорожной линии Челябинск — Каменск-Уральский, на расстоянии 21 км (по прямой) к северо-западу от села Миасское, административного центра района. Абсолютная высота — 228 м над уровнем моря.

## Население
| 2002 | 2010 |
| ---- | ---- |
| 58   | ↘51  |

### Гендерный состав
По данным Всероссийской переписи населения 2010 года, в гендерной структуре населения мужчины составляли 51 %, женщины — 49 %.

### Национальный состав
Согласно результатам переписи 2002 года, в национальной структуре населения русские составляли 58 %, татары — 31 %.

## Улицы
Уличная сеть посёлка состоит из одной улицы (ул. Объездная).